# Loeb Classical Library

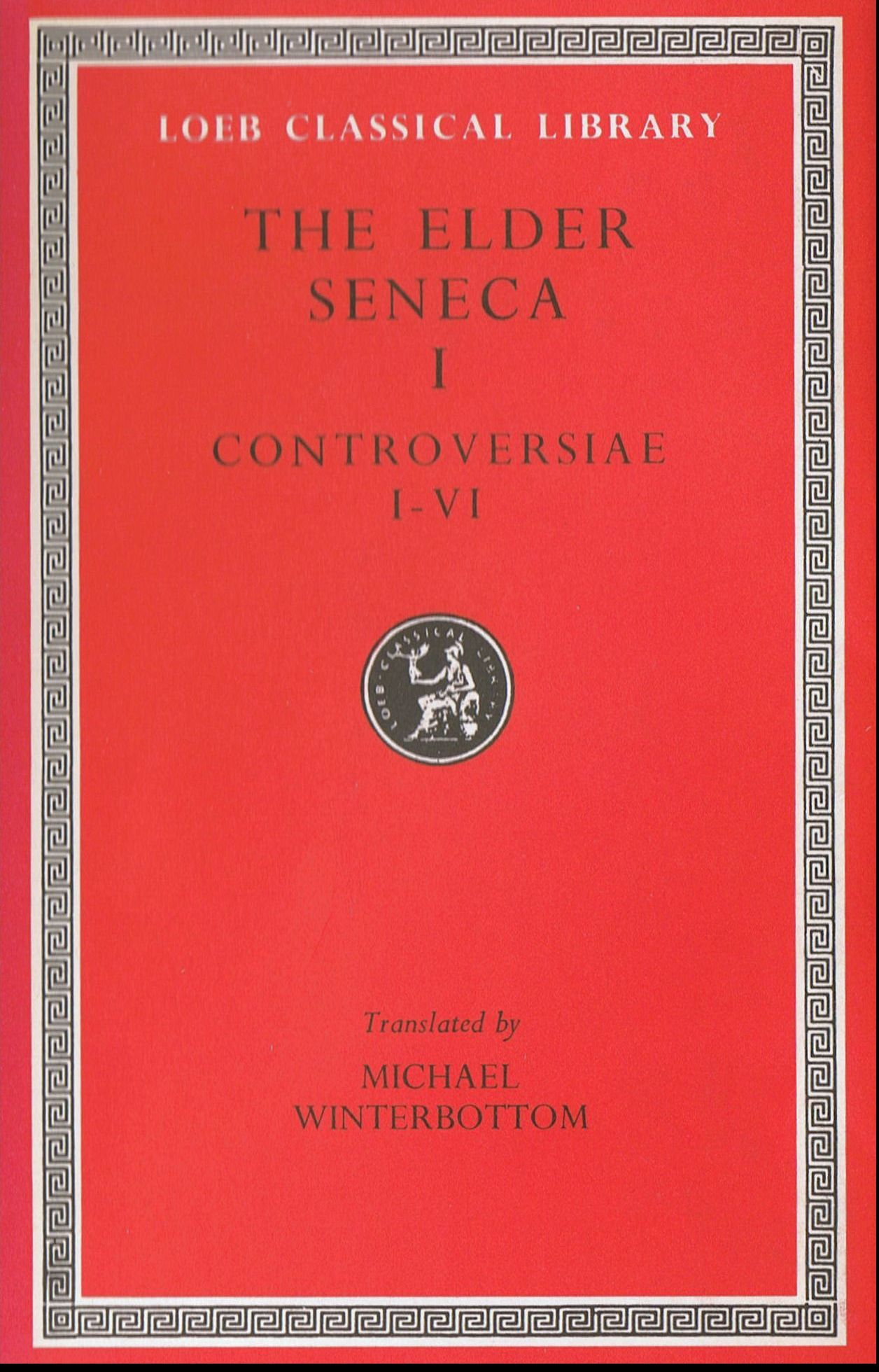
Loeb Classical Library

Die Loeb Classical Library (LCL) ist eine (gezählte) Editions-Reihe griechischer und lateinischer Autoren, jeweils mit englischer Übersetzung. Charakteristisch ist die Farbgebung der Bände: griechische Werke haben grüne Einbände und Schutzumschläge, lateinische rote.
Ursprünglich verlegt von William Heinemann & Co., London, erscheint sie seit 1989 bei der Harvard University Press. Inhaltlich deckt sie das gesamte Spektrum der antiken Literatur ab, bis in die Spätantike (Prokop und sogar Beda, der historisch dem Mittelalter zuzurechnen ist), einschließlich einer Auswahl der Kirchenväter und einiger nicht-literarischer Texte. 

## Geschichte und Charakter
Die Reihe wurde 1912 von dem Bankier und Philanthropen James Loeb begründet und finanziert; bei seinem Tod 1933 hinterließ er seiner Alma Mater, der Harvard University, einen namhaften Betrag zur weiteren Pflege. Unterstützt wurde er von angesehenen Beratern aus verschiedenen Ländern, von denen vor allem Otto Crusius, Hermann Diels, Salomon Reinach und Sir J. E. Sandys zu nennen sind. Die Arbeit war so gut vorbereitet, dass bereits im ersten Jahr (1912) 20 Bände erscheinen konnten, beginnend nicht unbedingt mit den populärsten Autoren, sondern einer Ausgabe des Apollonius Rhodius (Band 1 der Reihe) und des Appian (in vier Bänden). Aber auch Catull und Tibull nebst Pervigilium Veneris (Band 6) sind schon vertreten, gefolgt von Cicero und Euripides.
Diese Linie wurde auch später beibehalten, mit der Aufnahme etwa von Philon von Alexandria oder Sextus Empiricus. Bemerkenswert sind auch die drei Bände der Papyri (einschließlich nicht-literarischer), die Ausgabe griechischer Mathematiker, im lateinischen Bereich vor allem die Reste des archaischen Literatur Roms, einschließlich des Zwölftafelgesetzes.
Der textkritische Apparat ist ungemein knapp gehalten, so dass für eine wirklich wissenschaftliche Arbeit andere Ausgaben heranzuziehen sind.
Die Bände wurden ursprünglich in England bei Heinemann verlegt und in Amerika zuerst von Macmillan, dann von Putnam und seit 1933 von der Harvard University Press vertrieben. Diese übernahm, nachdem Heinemann seine Ausrichtung vollständig geändert hatte, 1989 die alleinige Verantwortung. Als großes Verdienst ist zu betrachten, dass die Verlage sich immer darum bemüht haben, die Ausgaben lieferbar zu halten – zeitweilig war in den 1950er und 1960er Jahren selbst ein Text wie die Epistulae morales des Seneca außerhalb der LCL nicht verfügbar.
Insgesamt umfasst die Reihe bereits mehr als 500 Bände, in den letzten Jahren sind jeweils durchschnittlich fünf neue oder neu bearbeitete Bände erschienen. Die Bände haben ein handliches Format (4.5 × 6.5 inches, 111 × 168 mm). Die Zählung läuft durch beide Gruppen durch (bei den Neuausgaben wurden die Nummern teilweise neu vergeben).
Herausgeber der Reihe waren: Thomas Ethelbert Page (1850–1936, Herausgeber von 1912 bis 1936), William Henry Denham Rouse (1863–1950, Herausgeber 1912 bis 1947), Edward Capps (1866–1950, Herausgeber 1914 bis 1950), Levi Arnold Post (1889–1971, Herausgeber 1950 bis 1968), Eric Herbert Warmington (1898–1987, Herausgeber bis 1974), George Patrick Goold (Herausgeber 1974 bis 1999). Der gegenwärtige Herausgeber ist: Jeffrey Henderson (Herausgeber ab 1999).
Seit 2001 erscheint neben der Loeb Classical Library die I Tatti Renaissance Library, in der zentrale Werke des Mittelalters und der Renaissance veröffentlicht werden.

## Belege
1. ↑  Siehe Vorwort von James Loeb
2. ↑  Papyri 1: Private Documents und Papyri 2: Public Documents, edd. A. S. Hunt / C. C. Edgar, Vol. 266 und 282; daneben Papyri 3: Poetry, ed D. L. Page, Vol. 360; Selections illustrating the History of Greek Mathematics, ed. I. Thomas, Vol. 335 und 362; Remains of Old Latin, ed. E. H. Warmington, Vol. 294, 314, 329 und 359
3. ↑  Beispiel: Die genannte Ausgabe des Apollonius Rhodius wurde nach 1912 in den Jahren 1919, 1921, 1930, 1955, 1961, 1967, 1980 und 1988 nachgedruckt